# Troubleshooters
Cet article possède un paronyme, voir Troubleshooting.
Troubleshooters est une série télévisée américaine en 26 épisodes de 30 minutes en noir et blanc diffusée entre le 11 septembre 1959 et le 10 avril 1960 sur le réseau NBC.
Cette série est inédite dans tous les pays francophones.

## Distribution
- Keenan Wynn : Kodiak
- Bob Mathias : Frank Dugan

## Épisodes
1. Liquid Death
2. The Law and the Profits
3. Trouble at Elbow Bend
4. The Lower Depths
5. Tiger Culhane
6. Moment of Terror
7. Gino
8. Pipeline
9. Trapped
10. The Big Squeeze
11. Downrange
12. Tunnel to Yesterday
13. The Chain
14. Trouble at the Orphanage
15. The Mountain That Moved
16. High Steel
17. Harry Maru
18. The Big Blaze
19. Head-Hunter Road
20. The Town That Wouldn't Die
21. Incident at Rain Mountain
22. Senorita
23. The Landmark
24. Fire in the Hole
25. No Stone Unturned
26. The Carnival